# David C. Evans (Paläontologe)

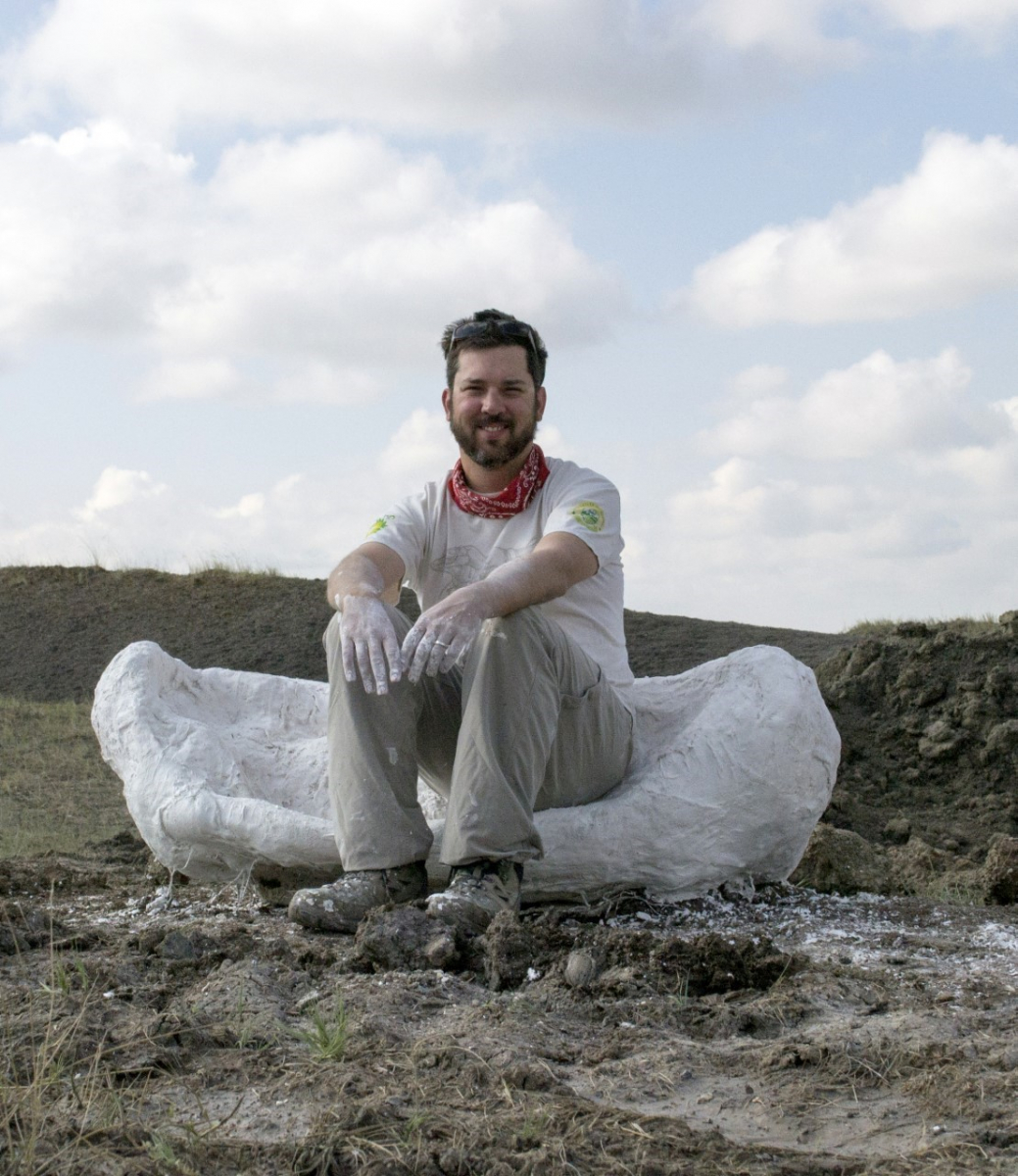
David Christopher Evans (2020)

David Christopher Evans (* 1980 in Ontario) ist ein kanadischer Wirbeltier-Paläontologe und Evolutionsbiologe, der sich auf die Evolution und Paläobiologie der Dinosaurier der Kreidezeit im westlichen Nordamerika spezialisiert hat. Er erhielt seinen Bachelor-Abschluss von der University of British Columbia und seinen Doktortitel von der University of Toronto. Er ist Fellow der Royal Canadian Geographical Society (RCGS) und Mitglied der Royal Society of Canada (The College of New Scholars, Artists and Scientists) und arbeitet seit 2019 als leitender Kurator und Inhaber des Temerty-Lehrstuhls in Wirbeltierpaläontologie am Royal Ontario Museum in Toronto, Kanada. Zudem ist er Fakultätsmitglied der Abteilung für Ökologie und Evolutionsbiologie an der University of Toronto. Evans ist vor allem für seine Arbeiten zur Paläobiologie der Hadrosaurier (Entenschnabelsaurier) bekannt und hat internationale Forschungen zu einer Vielzahl paläontologischer Themen durchgeführt.

## Leben
Evans wuchs in Kelowna, British Columbia, auf. Er erwarb 2003 seinen B.Sc. am Integrated Sciences Program der University of British Columbia, wo er eine Bachelorarbeit über Schädelwachstum und -variation bei der Hadrosaurierart Corythosaurus schrieb. Während seines Studiums arbeitete Evans als Feldtechniker am Royal Tyrrell Museum of Palaeontology in Drumheller. 2007 promovierte er unter der Leitung des kanadischen Paläontologen Robert Reisz an der University of Toronto im Fachbereich Ökologie und Evolutionsbiologie über die Entwicklung und die phylogenetischen Beziehungen der Lambeosaurier (Titel der Dissertation: Ontogeny and evolution of lambeosaurine dinosaurs (Ornithischia: Hadrosauridae)).
Anschließend wurde er vom Royal Ontario Museum in Toronto, Kanada, als Kurator eingestellt, wo er seit September 2019 den Temerty-Lehrstuhl für Wirbeltierpaläontologie innehat. Seit 2007 gehört er zum Lehrkörper der Abteilung für Ökologie und Evolutionsbiologie an der University of Toronto und hat derzeit den Rang eines außerordentlichen Professors inne.
Die Forschungsarbeiten von Evans konzentrieren sich in erster Linie auf die Evolution und Paläobiologie der Dinosaurier der späten Kreidezeit, insbesondere in den Ökosystemen Nordamerikas. Im Anschluss an seine Bachelor- und Doktorarbeit hat er zahlreiche Publikationen zu verschiedenen Aspekten der Hadrosaurier veröffentlicht, darunter Phylogenetik, Entwicklung, Biostratigraphie, Pathologie, und Anatomie. Seine Bibliographie verzeichnet mehr als 80 peer-reviewed Artikel und mehrere Veröffentlichungen in führenden wissenschaftlichen Zeitschriften, darunter in Biological Reviews, Current Biology, Methods in Ecology and Evolution, Nature Communications, Proceedings of the National Academy of Sciences, Proceedings of the Royal Society B: Biological Sciences und Science und hat Buchkapitel zu mehreren Sammelbänden beigetragen. Evans’ derzeitige Forschungsinteressen konzentrieren sich vor allem auf die große Mehrheit der bekannten Dinosaurierkladen der späten Kreidezeit, die im westlichen Nordamerika vorkommen, und er unterhält aktive Feldforschungsprogramme in Alberta und Montana. Er hat auch Dinosauriermaterial aus der Mongolei und tetrapodenhaltige Ablagerungen im Sudan erforscht. Evans war auch an der Feldarbeit und der Erforschung des frühjurassischen sauropodomorphen Dinosauriers Massospondylus aus Südafrika beteiligt und hat Forschungen zu Synapsiden der Pelycosaurier-Ordnung aus dem Perm, Temnospondyli aus dem Perm, der Säbelzahnkatze Smilodon aus dem Pleistozän, und der diapsiden Reptilienordung Choristodera durchgeführt.
Als Professor an der University of Toronto betreut Evans zahlreiche Doktoranden in der Abteilung für Ökologie und Evolutionsbiologie. Zu den ehemaligen Masterstudenten gehören Arjan Mann (Smithsonian Natural History Museum), Ryan Schott (National Museum of Natural History), Chris McGarrity (Field Museum), Collin Van Buren (Ohio State University) und Denise Maranga. Zu den ehemaligen Doktoranden gehören Nicolas Campione (University of New England), Caleb Brown (Royal Tyrell Museum), Kirstin Brink (University of Manitoba), Thomas Cullen (Carleton University), Mateusz Wosik (Misericordia University), Kentaro Chiba (Universität Okayama) und D. Cary Woodruff (Great Plains Dinosaur Museum). Evans ist zudem Mitglied des Redaktionsausschusses mehrerer wissenschaftlicher Zeitschriften, darunter FACETS und Biology Letters, und war zuvor Redakteur bei PLOS ONE.
Evans hat in zahlreichen Dokumentarfilmen mitgewirkt, darunter die 2015 vom History Channel ausgestrahlte Dokumentation Dino Hunt Canada und verschiedene Episoden von Daily Planet sowie in Radio- und Fernsehinterviews, und er trat in den TVOKids-Serien Now You Know, Canada Crew sowie Dino Dana & Dino Dan: Trek’s Adventures auf. Er hat auch an der Entwicklung mehrerer Ausstellungen mitgewirkt, darunter die Wanderausstellung Ultimate Dinosaurs im Jahr 2012, die Dauerausstellung James and Louise Temerty Galleries of the Age of Dinosaurs im Royal Ontario Museum (ROM), und temporäre Ausstellungen im Royal Ontario Museum, darunter Dinosaur Eggs & Babies: Remarkable Fossils from South Africa (2014) und Zuul, Life of an Armoured Dinosaur (2018–2019). Evans war darüber hinaus in zahlreichen Ausschüssen der Society of Vertebrate Paleontology und der Canadian Society of Vertebrate Paleontology tätig.

## Erstbeschreibungen von David C. Evans
- Gryphoceratops morrisoni Ryan, Evans, Currie, Brown & Brinkman, 2012
- Unescoceratops koppelhusi Ryan, Evans, Currie, Brown & Brinkman, 2012
- Xenoceratops foremostensis Ryan, Evans & Shepherd, 2012
- Acheroraptor temertyorum Evans, Currie & Larson, 2013
- Acrotholus audeti Evans, Schott, Larson, Brown & Ryan, 2013
- Albertadromeus syntarsus Brown, Evans, Ryan & Russell, 2013
- Neurankylus lithographicus Larson, Longrich, Evans & Ryan, 2013
- Mercuriceratops gemini Ryan, Evans, Loewen & Currie, 2014
- Plesiohadros djadokhtaensis Tsogtbaatar, Weishampel, Evans & Watabe, 2014
- Erpetonyx arsenaultorum Modesto, Scott, MacDougall, Sues, Evans & Reisz, 2015
- Wendiceratops pinhorensis Evans & Ryan, 2015
- Foraminacephale brevis Schott & Evans, 2016
- Spiclypeus shipporum Mallon, Ott, Larson, Iuliano & Evans, 2016
- Albertavenator curriei Evans, Cullen, Larson & Rego, 2017
- Onychodus eriensis Mann, Rudkin, Evans & Laflamme, 2017
- Zuul crurivastator Arbour & Evans, 2017
- Ferrisaurus sustutensis Arbour & Evans, 2019
- Gobihadros mongoliensis Tsogtbaatar, Weishampel, Evans & Watabe, 2019
- Stellasaurus ancellae Wilson, Ryan & Evans, 2020
- Brachiosuchus kababishensis Salih, Evans, Bussert, Klein & Müller, 2021
- Sinocephale bexelli Evans, Brown, You & Campione, 2021
- Jimemys glaebosus Edgar, Brinkman, Ryan & Evans, 2022
- Platytholus clemensi Horner, Goodwin & Evans, 2023